# Apothekenmuseum Schiltach
Das Apothekenmuseum in Schiltach ist das größte private Museum über die Geschichte des Apothekerwesens in Deutschland. Es ging aus der 1837 gegründeten Rats-Apotheke hervor, die 1985 schloss und vier Jahre später als Museum wiedereröffnet wurde.
Das Gebäude steht am historischen  Marktplatz.
Die Offizin im Biedermeier-Stil aus Wurzelholz ist für sich schon ein Höhepunkt und entspricht dem Bild einer historischen Apotheke. Man erhält Einblicke in die Arbeitswelt eines Apothekers im Labor, sieht eine alte Destillationsanlage  und den Arzneikeller. Es werden allerlei Arbeitsgeräte gezeigt zur Herstellung von Pillen, Zäpfchen, zur Zerkleinerung von Heilkräutern und zur Herstellung von Salben.
Gezeigt werden ferner: 
- eine Sammlung von Reiseapotheken
- eine Sammlung von Puderdosen
- Inhalationsgeräte
- Kuriositäten wie z. B. ein Nasenformer
- frühe Arzneimittelwerbung
- Handpressen zur Tablettenherstellung
- Gießformen für Zäpfchen

Durch Sonderausstellungen zu bestimmten Themen und der Auswirkung des Themas auf den Apotheker, z. B. „die Entdeckung der Bakterien“ wird die Ausstellung ergänzt.